# 国立沖縄自然史博物館
国立沖縄自然史博物館（こくりつおきなわしぜんしはくぶつかん）は、日本で初めての国立自然史博物館として沖縄県での設立が提案されている博物館である。2016年5月に提言「国立自然史博物館設立の必要性」が日本学術会議から公表され、同年10月に国立沖縄自然史博物館設立準備委員会が発足されて本格的に沖縄への誘致が行われることとなった。

## 概要

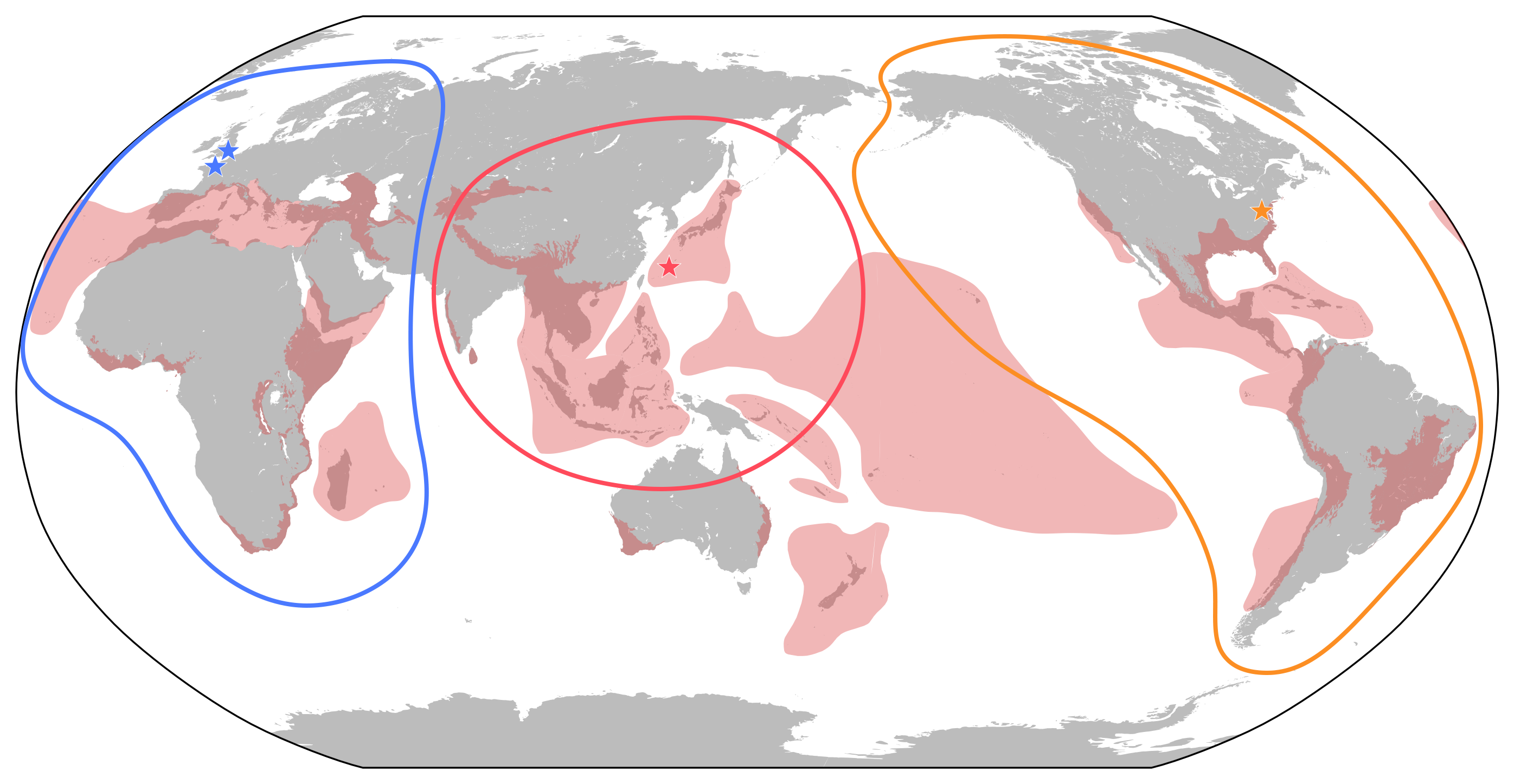
国立沖縄自然史博物館設立の背景となる概念図。
各地の国立自然史博物館（★）およびその主要な研究地域を示す。赤色の領域は生物多様性ホットスポット。
★：国立沖縄自然史博物館
★：ロンドン自然史博物館（ロンドン）・国立自然史博物館（パリ）
★：国立自然史博物館（ワシントンD.C.）

日本には生涯学習支援を主務とする国立博物館として、東京国立博物館、京都国立博物館、奈良国立博物館、九州国立博物館が存在している。また、研究を主務とする国立博物館として、北海道の国立アイヌ民族博物館、大阪の国立民族学博物館、千葉の国立歴史民俗博物館などが設置されている。しかしこれらはいずれも歴史・芸術・民俗等を扱う博物館である。一方、科学分野を扱う国立の博物館は、唯一東京に国立科学博物館が設置されているが、諸外国とは異なり、国立自然史博物館は存在しない。
自然史科学は西洋で生まれ、日本には明治に輸入された新しい学問である。日本では基礎研究の地位は低く、自然史科学は十分に理解されていない。
博物館は、歴史博物館や美術館を含む人文科学系と自然史博物館や科学博物館を含む自然科学系に大別され、過去の実物資料を集め、研究し、その成果を人々に知らしめる施設である。なかでも自然史博物館は、自然史標本を蒐集し、整理・保管すること、それに基づいて自然史科学を研究すること、そしてそれを活用して展示・教育、一般社会への普及を行うことを役割とする博物館である。自然史標本の適切な保管は、現在はまだ不可能であっても、将来の科学技術の進歩により、未解明の事象をいつか明らかにできる可能性を保っているという面で、重要な意味を持っている。しかし、日本の自然史系博物館は規模や研究者数において欧米に比べ遥かに劣っている。
フランスの国立自然史博物館やイギリスのロンドン自然史博物館に代表されるヨーロッパの国立自然史博物館はヨーロッパおよびアフリカ地域の自然史研究の中心となっている。また、アメリカ合衆国の国立自然史博物館も同様に南北アメリカ地域の自然史研究の中心として役目を果たしている。一方、東南アジアは生物多様性が地球上で最も高い地域であるが、自然史科学研究は不足している。アジア全体を見ても、東アジアおよび東南アジア地域自然史研究の拠点となる国立自然史博物館は設置されておらず、空白地帯となっている。そのため、これらの地域の中心に位置し、生物多様性のホットスポットでもある沖縄への誘致が推進されている。
設立を目指して2016年5月に日本学術会議からの提言が行われ、現在はシンポジウム開催をはじめとする様々な普及活動が行われている。また、2020年から一般社団法人 国立沖縄自然史博物館設立準備委員会から、雑誌『ナチュラルヒストリーミュージアム』が発刊されており、2025年3月現在まで8号が刊行されている。

### 構想における具体的な内容
設立決定から約5年での開館が目指されており、開館から20–30年後に、日本の自然史科学研究体制がアジアの先進諸国を先導し、世界のトップクラスとなることを目標としている。人類の持続可能性を確保する対策の案出に貢献し、様々な応用研究や未知の自然資源発見を促すことで、日本経済の発展に寄与することが見込まれている。
下記のような構想がなされている。
1. 教育・普及活動の目玉である自然との共生を発想できる展示を行うこと[18]
2. 沖縄観光の新しい目玉として経済波及効果をもたらすこと[19]
3. 沖縄自然史科学賞（Okinawa Natural History Prize、沖縄賞）を新設し、自然史科学分野を日本がリードすること[20][21]
4. 持続可能な開発目標（SDGs）の推進機関となること[22]
5. 世界自然遺産「奄美大島、徳之島、沖縄島北部及び西表島」の連携機関となること[23]
6. 自然史科学大学院を併設して後継者の育成を進めること[24][21]
7. 共同研究体制を確保し、国内外の自然史系博物館の学芸員や研究者に研究と教育の機会と場を提供すること[25]
8. 上記のような新しい役割を果たすために「新しい」組織構成と建物を実現すること[26]
9. 開館から約10年後までに、国内に複数の分館を作り、生物多様性ホットスポットである東・東南アジア各国とフィールドステーションを通してネットワークを形成し、野外調査を進めること[27][21]
10. 自然史標本を蒐集・保管、研究すること[28]
11. それにより獲得した膨大な自然史情報を、AIを駆使し情報科学と連携して解析し、情報インフラ「ビッグデータ自然史科学」を創設すること[29][30]
12. 様々な国際的活動に貢献を果たすこと[31]

## 経緯と沿革
日本で国立自然史博物館を設立しようとする動きは、1958年5月30日に日本学術会議会長の兼重寛九郎から国（科学技術庁）に対して出された要望「自然史科学研究センター（仮称）の設立について」に端を発する。この要望書は、日本学術会議第26回総会において議論され、提出されたものである。主張は、以下の通りである。
わが国の自然科学の全部門の円満健全な発達と，天然資源の保全ならびに開発の基礎知識の確立のためには，今日まで閑却されがちであつた自然史科学のあらゆる部門の組織的な研究を強化しなければならない。
このためには，自然史科学の諸部門の総合的で組織的な研究を行ないうる国家機関として，自然史研究センター（仮称）の設立が必要である。
よって，政府は，その速やかな実現を図られたい。
すなわち、標本資料の保存整備を中心とし、諸外国の自然史博物館（研究博物館、Natural history museum）に匹敵する機関の設立が求められた。しかし、自然史研究センターは設立されず、最終的には国立科学博物館の拡充に留まった。
1964年には、宮地伝三郎を委員長とする日本学術会議長期計画調査委員会・生物科学連絡委員会が「基礎生物学研究将来計画の第二次案」をまとめ、1966年に日本学術会議第46回総会にて内閣総理大臣宛の勧告「生物学研究所（仮称）並びに生物科学研究交流センター（仮称）の設置について」を採択した。これは現在の基礎生物学研究所の初期構想であり、ここに「自然史博物館」を並置する構想が組み込まれていた。しかし1971年の赤堀四郎を委員長とする日本学術会議基礎生物学研究所準備委員会による第二次「基礎生物学研究所設立の主旨および構想」において、「自然史博物館」は切り離され、1977年に基礎生物学研究所が創設された。以降約30年間にわたり、国立自然史博物館の構想は棚上げされていた。
2000年代以降、諸分類群の分類学会や日本動物学会、日本植物学会などの関連学会で再構想化の気運が高まった。2005年8月の動物科学研究連絡委員会・植物科学研究連絡委員会報告が「自然系博物館における標本の収集・継承体制の高度化」、2007年5月の日本学術会議声明（学術資料保全体制検討委員会）「博物館の危機をのりこえるために」、2008年1月の自然史・古生物学分科会対外報告「文化の核となる自然系博物館の確立を目指して」が提出された。
2010年には、日本学術会議「日本の展望——学術からの提言2010」の第二部報告「基礎生物学分野の展望」において、国立自然史博物館の設立が提唱された。これは動物科学分科会が主導し、自然史標本は人類及び国土の持続可能性の指標であるというコンセプトが示された。これを受け、馬渡峻輔を含む数人の有志により話し合いが行われ、2011年6月に北海道大学で日本学術会議 動物科学分科会主催のシンポジウム「分類学は旧くて新しい——国立自然史博物館の設立に向けて」が開催されることが予定されていた。

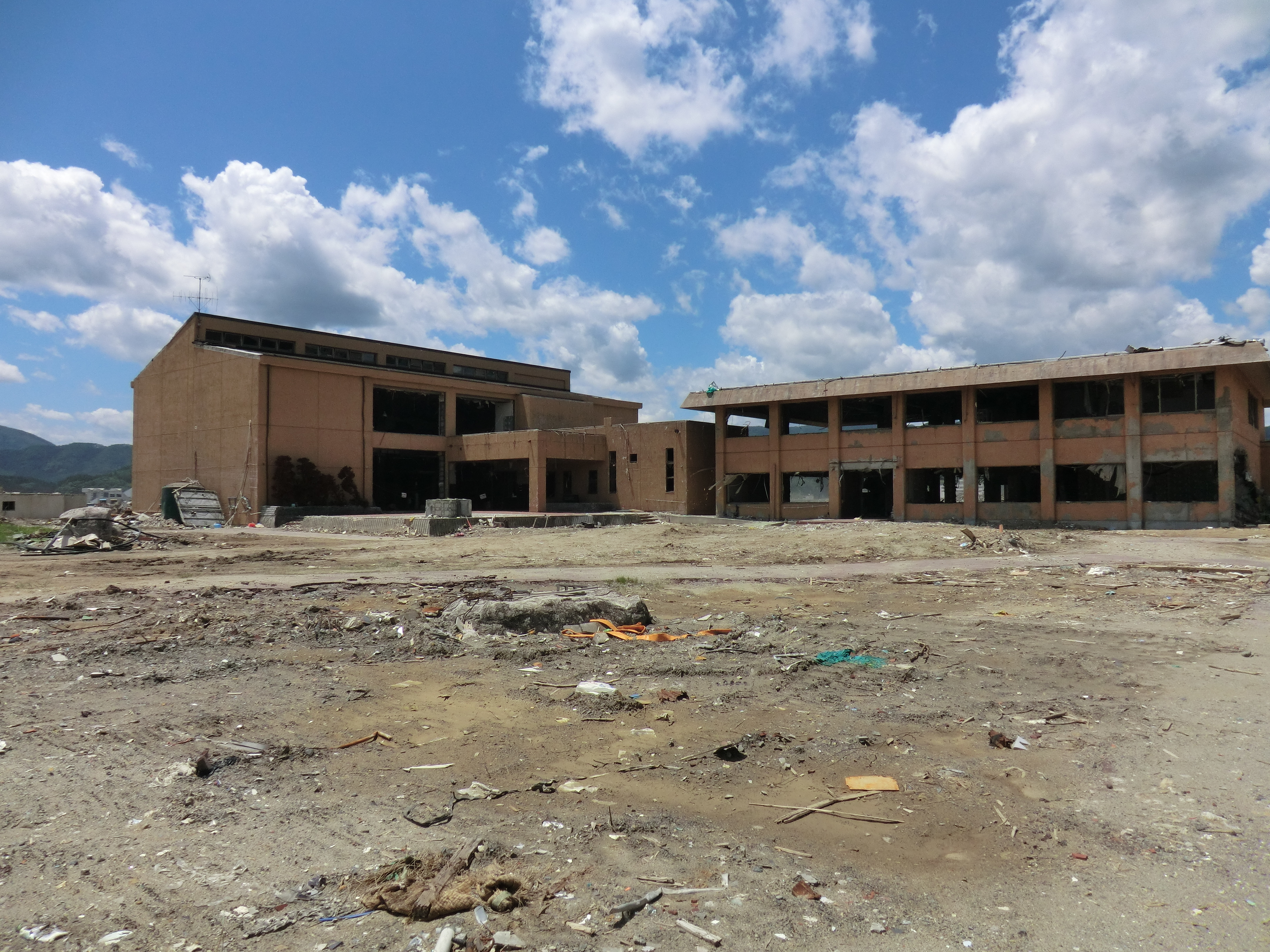
東日本大震災で被災した陸前高田市立博物館

2011年3月11日に発生した東北地方太平洋沖地震による東日本大震災を経験し、多くの自然史標本の消失が起こった。同年6月6日にはそれを受け、自然史・古生物学分科会によって公開シンポジウム「緊急集会：被災した自然史標本と博物館の復旧・復興にむけて——学術コミュニティは何をすべきか？」が開催された。陸前高田市立博物館をはじめとし、陸前高田市の海と貝のミュージアム、山田町の鯨と海の科学館、南三陸町の魚竜館などの被災した博物館の自然史標本は、全国各地の博物館の協力のもと修復が行われた。しかし、文化財の修復に比べて状況が良くなかったうえ、修復できた標本は限られていた。被災した自然史標本の修復はあくまで被災後の対処であり、来る災害に備えて被害を最小限に抑えるためにはどう対策すべきかが議論されることとなった。そういった背景もあり、東日本大震災以降、国立自然史博物館設立活動を再燃させる気運が大きく高まった。
2012年5月に日本学術会議基礎生物学委員会で「自然史標本の文化財化分科会」が設置され、動物科学分科会を中心とする関連分科会が国立自然史博物館設立に向けての審議を進めてきた。2012年11月5日に行われた第22期の動物科学分科会第3回審議において、国立自然史博物館の設立構想が議論された。自然史標本の文化財化分科会はのちに自然史財の保護と活用分科会と改称され、動物科学分科会および自然史・古生物学分科会と共同で、自然史標本と自然史博物館に関する公開シンポジウムが複数開催された。2014年には日本学術会議の「第22期学術の大型研究計画に関するマスタープラン（マスタープラン2014）」において、岸本健雄を中心として計画された「自然史科学のイノベーションを目指す国立自然史博物館の設立」が採択された。
これとは別に、沖縄県では独自に、2013年に「生物多様性おきなわ戦略」を策定し、それを踏まえて「沖縄まるごと博物館構想」が立てられていた。2014年12月には、初めてのシンポジウム「沖縄に国立自然史博物館を！～ちゅら島の豊かな自然を未来」が開催された。この時点で沖縄県庁関係者から認知を得ており、2016年2月には沖縄県環境部長と最初の意見交換会が行われた。一方、被災地である福島県では、福島県自然史博物館設立推進協議会の主催で2015年6月にシンポジウム「国立自然史博物館をふくしまに！」、同年9月に特別講演会「ふくしまに自然史博物館を作ろう！」が開催された。
2015年1月10日には、日本分類学会連合が主催するシンポジウム「国立自然史博物館の設立を望む」が開催され、それを契機に同年2月に日本分類学会連合・国立自然史博物館新設ワーキンググループが設立された。同年8月には、中央大学にて日本学術会議主催・日本進化学会共催のワークショップ「国立自然史博物館の設立を推進する」が開催された。
2015年の第23期に、動物科学分科会を中心として、国立自然史博物館設立に向けての提言作成の準備が進められ、2016年4月22日に第228回日本学術会議幹事会で提言「国立自然史博物館設立の必要性」が承認された。
2016年5月には、日本学術会議から提言「国立自然史博物館設立の必要性」が公表された。この提言では、設立を望む国立自然史博物館の機能として、自然史標本の収集・活用・継承拠点の構築、自然史科学研究の刷新と加速、応用研究への貢献、全国の自然史系博物館等施設との連携、人材育成、新しい自然観の構築と社会貢献、国際貢献が求められた。国立自然史博物館設立の提言は以下の通りである。
地球環境を人為的破壊から守り、人類の存続をはかるという究極目的を果たすために取り得る重要手段として、60年近く前からの学術会議の主張を引き継ぎ、世界の自然史科学を先導する国立自然史博物館を日本が設立すべきである。国立自然史博物館は、新しい運営・研究体制を敷く研究教育拠点として、地球環境の変遷を様々な時間・空間スケールで記録している大量の自然史標本と自然史データを収集・整理・継承・活用し、生物を含む地球環境変遷の研究を刷新・強化・加速する。さらに、その研究成果から地球環境との調和を取り戻す自然観を新しく構築してその普及をはかると共に、地球環境を守るための様々な応用研究や政策立案に貢献する。設立地は、自然環境が南北で大きく異なる国土と、予想される東南海地震による標本喪失のバックアップ等を考慮し、日本列島の南部と北部の双方が望ましい。
提言では、国立自然史博物館を日本列島の南部と北部の2箇所に設置することが盛り込まれていたが、実際には、2015年12月に日本学術会議内で「提言（案）」を提案した時点で、内内には沖縄県が最適であるとの方針は固まっていた。また、提言を公表してから1か月後の2016年6月には、設立活動の中心メンバーによって当時沖縄県知事であった翁長雄志への表敬訪問が行われた。そして提言発出5か月後の2016年10月に、各分科会委員有志が先導して任意団体「国立沖縄自然史博物館設立準備委員会」が組織された。
2017年の「マスタープラン2017」でも、「国立沖縄自然史博物館の設立 —東・東南アジアの自然の解明とビッグデータ自然史科学の実現—」が採択された。ここで初めて「国立沖縄自然史博物館」の名が用いられた。また関連して、9月28日には馬渡駿介を委員長とする自然史財の保護と活用分科会から、報告『重要自然史標本としての「自然史財」の選定と登録』が公表された。
2017年5月には、沖縄県のマスタープランに当たる10ヶ年計画「沖縄21世紀ビジョン基本計画」の中間改定において、国立自然史博物館を誘致する旨が加えられた。さらにそれを踏まえて、同年8月の第3次安倍内閣の改造に際し、沖縄県知事翁長雄志から沖縄及び北方対策担当大臣である江崎鉄磨宛の「要望書」中に「沖縄県に国立自然史博物館を設立すること」が含められた。
2017年9月には、設立活動の母体をより確かで強固なものにするために「一般社団法人 国立沖縄自然史博物館設立準備委員会」として法人が設立された。定例社員総会は2018年5月31日、2019年5月27日、2020年5月30日に開催されている。
2018年には、沖縄県により国立自然史博物館誘致基礎調査が実施された。これは沖縄県の平成30年度予算に「国立自然史博物館誘致基礎調査」費が計上され、企画提案を公募して実施された。この調査報告を踏まえ、2019年5月に沖縄県環境部自然保護課によりパンフレット「国立自然史博物館」が発行され、沖縄県庁のホームページに「国立自然史博物館の誘致について」が開設された。また沖縄県は2020年6月29日に「新沖縄発展戦略：新たな振興計画に向けた提言」を公表した。
2020年の「マスタープラン2020」では、「国立沖縄自然史博物館の設立 —東・東南アジアの自然の解明とビッグデータ自然史科学の実現による人類の持続可能性への貢献—」が「重点大型研究計画」に採択された。
2020年7月21日には、設立準備委員会代表理事の岸本健雄が沖縄県知事の玉城デニーを表敬訪問して、要望書「国立沖縄自然史博物館設立への取組みについて（要望）」を手交し、誘致活動に取り組むよう要請した。同年9月19日の新政権発足に際し、沖縄県知事と沖縄及び北方対策担当大臣の対談が行われ、玉城から当時の沖縄相である河野太郎に要望書が手交された。また、2023年5月18日には、玉城が自民党本部で開かれた、小渕優子を会長とする沖縄振興調査会に出席し、2024年度の予算編成や政策の指針となる「骨太の方針」に、沖縄振興の「国家戦略」を位置づけるよう求め、その中で国立自然史博物館の設立要請を行った。
2023年10月5日には、沖縄県議会の全議員48人が、議長である赤嶺昇を会長とする「県議会国立自然史博物館設置促進議員連盟」を発足させた。2025年5月1日には、国立自然史博物館設置促進議員連盟と国立沖縄自然史博物館設立準備委員会の代表者が、県議会棟で会合を開き、誘致を推進する県民会議を同年秋に立ち上げる方針を確認した。同年7月7日、県議会に議員連盟の「国立沖縄自然史博物館誘致議員連盟事務局」が設置された。事務局は今後、県民会議の加盟団体を150団体に拡充する方針であり、沖縄本土復帰60周年を迎える2032年の開館を目指している。

## 日本の博物館の問題点と諸外国との比較
ヨーロッパでは、18世紀から自然史博物館が設立され、現在までに世界各地から標本を蒐集し、生物多様性研究の確固たる基盤を築いてきた。フランスのパリには国民教育・高等教育・研究省や環境省などの共同監督下にある国立自然史博物館があり、イギリスのロンドン自然史博物館などとともにヨーロッパおよびアフリカ地域の自然史研究の中心となっている。フランスの国立自然史博物館は1793年に設立され、所蔵標本6,800万点以上、250人の研究者と267人の標本管理者および研究支援者を擁する。ロンドン自然史博物館は1881年に設立され、所蔵標本約7,000万点、92人の研究者と180人の標本管理者および研究支援者を擁する。また、研究者だけでなくパラサイエンティストが100人いる。
また、アメリカ合衆国ワシントンD.C.の国立自然史博物館は、スミソニアン協会傘下の博物館で、所蔵標本は世界一の1億4,500万点、450人の研究者を擁しており、南北アメリカ地域の自然史研究の中心となっている。
戦前の日本にはこれら諸外国に匹敵する自然史博物館は存在しなかった。1970年代以降、国立科学博物館（科博）を中心として、公立の自然史系博物館が研究機能を発達させ、標本の蒐集に力を入れるようになってきた。科博の歴史は国内では古く、1877年に教育博物館として開館し、1949年に文部省設置法により、現在の「国立科学博物館」の名称となった。科博は日本で唯一の国立の自然史系博物館であるが、自然史科学の研究部だけでなく理工学研究部を含んでおり、先述の通り純粋な自然史博物館ではない。また、「研究や教育も行う博物館」を銘打っており、大学院教育にも参画しているが、研究体制は十分ではない。科博の所蔵標本は2020年時点で約4,800万点、研究者は52人であり、規模はロンドン自然史博物館の1/3から1/2程度しかない。
国立の自然史系博物館は科博が日本で唯一であり、日本にある自然史系の博物館等施設は全て地方自治体立または大学博物館の一部である。日本各地にある博物館等施設の多くはバブル経済期に誕生した。これらの地方の博物館等施設は行政的枠組みのなかで入館者数増加に重点を置かざるを得ず、研究を十分に振興できる余力はない。また、活動はその所在する地域内に限定され、十分な標本の所蔵ができない施設も多い。日本の自然史系博物館の問題点として、規模が小さく、研究者が少なく、研究支援者が皆無であり、教育普及活動を担当する専門職がほとんどいないことが指摘されている。すなわち、博物館業務の標本の保管・維持、研究、展示の3つの役割について、欧米の自然史博物館では標本管理者、研究支援者をはじめとする多様な専門職員が分業して果たしているが、日本ではそのほぼ全てを学芸員が引き受けており、それぞれの適切な遂行が困難となっている。

## 設立地の選定
提言では、日本の北部と南部、具体的には東北と沖縄の2箇所での設立が推進されていた。
設立活動初期の有志は当初、設立地として東日本大震災で被災した東北地方を考えていた。実際に宮城県への働きかけが行われ、数人の県議会議員との懇談が行われていた。しかし計画は進行せず、宮城での構想は立ち消えとなった。続いて、福島県でもシンポジウムが働きかけるなどの動きはあったが、県からのよい反応は得られなかった。
一方、沖縄県は上記のように独自に博物館の構想が進められており、初めて話の持ちかけが行われた段階から良い反応が得られていた。それ以降も上記の沿革で示されているような様々な働きかけがあり、実現に向けての運動が進められている。このように、沖縄県側からの支援があったため設置場所の候補に決定したが、下記のように地政学的位置や特異な自然により、設立地として相応しいと考えられている。
沖縄が設立適地である理由として、以下のものが挙げられている。
- 豊かな生物多様性 - 世界自然遺産「奄美大島、徳之島、沖縄島北部及び西表島」となっているように、沖縄自体が生物多様性ホットスポットであり、東南アジアを主とする生物多様性のホットスポットの中心に位置すること
- 地理的環境とネットワークの優位性 - 琉球王国であった背景を持ち、東アジア・東南アジアとの地理的・心理的な近接性が高いこと
- 災害時におけるバックアップ機能としての優位性 - 南海トラフ地震や首都直下型地震が危惧されている日本本土と異なり、これらの影響を受けないため、自然史標本のバックアップ適地となること
- 集客力/情報発信拠点としての優位性 - 観光を主要な産業としており、世界的な観光地であるため普及・教育活動への貢献が見込まれること

また、国立自然史博物館の設立が沖縄にもたらすメリットとして、次の要素が挙げられている。
- 琉球列島の自然史の解明に伴い、生物多様性や自然環境の保全が推進される点[96][72]
- 子供たちの自然史科学への関心を高め、学力向上に繋がることが期待される点[96][72]
- 観光地としての魅力が強化されることで、観光目的の多様化、滞在日数の長期化、観光消費の増加に寄与し、県経済への波及効果が期待される点[96][72]
- インバウンド修学旅行を含む教育旅行を受け入れ、博物館からフィールドステーションなどへ誘導することで、地域活性化が期待される点[72]
- ビッグデータ自然史科学、バイオミメティクスなどの技術革新から生み出される起業で地域活性化が見込まれる点[72]
- 県内外の研究機関との連携により、研究成果が広く還元される点[72]
- 植物防疫、標本の管理・修復に関連するビジネスが県内に集積される点[72]

## 構想されている組織構成
日本学術会議 (2016) の提言では、最高運営機関として理事会を設けることとされている。この理事会は理事長を互選で、館長を互選あるいは他薦に基づいて選任する。国立沖縄自然史博物館設立準備委員会 (2017) では、運営を司る機関として運営委員会を置き、研究者・行政・利用者の3社が委員を出して、館長が委員長を務めることが構想されている。
日本学術会議 (2016) の提言では、理事会の下に、研究部門、研究支援部門、教育・普及部門、そして管理部門の4部門を設ける。
日本の多くの博物館における学芸員と異なり、欧米における自然史博物館の実行組織を参考に、教授などの研究に専念する研究員のほかに、多様な専門職の職員が配置される。

### 研究部門
研究部門は約100名のスタッフが想定されている。教授、准教授、助教により構成される。教授ら研究部のメンバーは、研究室制を敷き、研究を推進するとともに大学・大学院生の教育を担当する。
従来の自然史研究だけでなく、科学コミュニケーション、自然史ビッグデータ情報学、AI同定学といった分野の研究が構想されている。特に、「ビッグデータ自然史科学」の創設が期待されている。すなわち、情報科学と連携し、自然史標本に含まれる様々な分野の大量の情報を引き出して、人工知能を駆使してそれらを比較・統合することで人力では得られない確実な成果を得ることが構想されている。

### 研究支援部門
日本学術会議 (2016) の提言では、研究支援部門には、標本管理室、研究機器担当室、国際共同研究推進室、生物多様性情報室、知的財産管理室、研究広報室を設置することが示されている。ここには研究以外の仕事を分担する専門職員（技術職員）が配置される。約50名のスタッフが想定されている。国立沖縄自然史博物館設立準備委員会 (2017) では、この部門は研究支援部と標本部に分けられ、前者に研究支援室、国際共同研究推進室、生物多様性情報室、知的財産管理室、研究広報室が、後者に標本維持室、標本情報管理室、標本受入・整理室を置くことが構想されている。
標本管理室は標本管理者（コレクションマネージャー）がおかれ、自然史標本の収集・管理・活用を担当する。研究機器担当室の職員は、研究資料の作成、分析、実験を補佐する業務を行う。生物多様性情報室の職員は生物多様性情報の収集・管理・解析を担当し、国内外の博物館ネットワークやGBIFといったデータベースプロジェクトの運営も担う。

### 教育・普及部門
教育・普及部門は、展示担当室、教育・普及室などで構成される。約50名のスタッフが想定されている。ここには展示・普及活動の専門家であるエデュケーターや、社会への窓口となる科学対話専門家（サイエンスコミュニケーター）が配置され、最新の自然史科学の動向の調査や、展示フロアでの解説や実演・イベント企画の実施を行い、体験学習、野外自然観察、室内実習などを通じて自然史科学者と市民をつなぐ役割を担う。

### 管理部門
管理部門は各部門の意思の疎通を図り、統括する。理事や館長を含む約100名のスタッフが想定されている。

## 構想されている施設・設備
国立自然史博物館は研究棟、標本棟及び展示棟で構成される。
研究棟には次世代シーケンサーなどのゲノム解析機器、走査型電子顕微鏡やマイクロCTスキャナーなどの形態解析機器、年代測定を行う同位体分析装置、特定元素分布を把握するX線元素分析装置などを置くことが想定されている。
標本棟には自然史標本の劣化を防ぎ永久的に保存するための恒温・恒湿標本室、組織標本を保存するための超低温施設を設ける構想がなされている。
展示棟には大型展示室を設け、多くの自然史標本、および先端映像技術などを用いて地球史や生命史、人類史に関する展示が展開される。
ほかにゲスト研究者を受け入れる実験室や講義・実習室、宿泊施設（ゲストハウス）を設けることが想定されている。また、地域特有の自然環境を研究すると共に、その現場を来館者に見せるフィールドステーションを併設し、自然環境の重要性を教育する場としての活用が期待されている。生物多様性の解明には、自然史標本だけでなく生物の行動や生命に関する自然史科学研究が重要であり、フィールドステーションの設立が重要視されている。

### 自然史科学大学院の併設
国立沖縄自然史博物館には、自然史科学大学院の併設が検討されている。自然史科学大学院では、次世代の自然史科学研究者を育成することが期待されている。近年の基礎科学の軽視により、大学においても自然史科学が手薄になっており、自然史科学の復興が望まれている。
大学院を併設した博物館は前例がなく、「博物館を持つ研究・教育施設」としての目玉の一つとなっている。

## 関連シンポジウムやイベント等の開催
これまで開催されたシンポジウムは以下の通りである。日本動物学会、日本進化学会、日本植物学会をはじめとする関連学会でシンポジウムが開催され、日本分類学会連合でも2015年1月のシンポジウム以降、年初の総会で設立活動が報告されている。
- 2013年9月28日 日本動物学会2013年岡山大会シンポジウム「国立自然史博物館へようこそ」岡山大学津島キャンパス（岡山県岡山市）
- 2014年9月19日 シンポジウム「自然史標本の継承〜人類の財産を失わないために今なすべきこと〜」日本学術会議講堂（東京都港区）
- 2014年9月28日 公開シンポジウム「災害に対するレジリエンスの向上に向けて」帝京大学板橋キャンパス（東京都板橋区）
- 2014年12月6日 シンポジウム「沖縄に国立自然史博物館を！〜ちゅら島の豊かな自然を未来につなぐ〜」沖縄県立博物館・美術館 講堂（沖縄県那覇市）
- 2015年1月10日 第14回日本分類学会連合公開シンポジウム「I. 国立自然史博物館の設立を望む」国立科学博物館 上野本館（東京都台東区）[54]
- 2015年11月14日 シンポジウム「沖縄に国立自然史博物館を！〜次世代の博物館像を求めて〜」沖縄県立博物館・美術館 講堂（沖縄県那覇市）
- 2016年7月17日 シンポジウム「沖縄に国立自然史博物館を！〜島嶼ネットワークの可能性を探る〜」石垣市民会館大ホール（沖縄県石垣市）
- 2017年9月21日 日本動物学会2017年富山大会シンポジウム「日本で初めての国立自然史博物館を沖縄に！」富山県民会館（富山県富山市）
- 2017年9月30日 公開シンポジウム「進化学と自然史博物館」東京大学理学部2号館 大講堂（東京都文京区）
- 2017年11月4日 シンポジウム「国立自然史博物館の設立を目指して〜ネットワーク型博物館がめざす地域との連携〜」国頭村民ふれあいセンター（沖縄県国頭村）
- 2018年7月23日 シンポジウム「日本で初めての国立自然史博物館を沖縄に！」笹川平和財団ビル 国際会議場（東京都港区）
- 2019年8月7日 日本進化学会第21回大会シンポジウム「国立沖縄自然史博物館の実現に向けて：現状と展望」北海道大学（北海道札幌市）
- 2019年9月13日 日本動物学会第90回大阪大会シンポジウム「分類学は旧くて新しい—国立沖縄自然史博物館の設立に向けての現状—」 大阪市立大学（大阪府大阪市）
- 2020年1月20日 シンポジウム「国立自然史博物館誘致」那覇市ぶんかテンブス館 テンブスホール（沖縄県那覇市）
- 2021年2月14日 第2回国立自然史博物館誘致シンポジウム「国立沖縄自然史博物館シンポジウム～沖縄に自然史博物館があったなら～」沖縄県立博物館・美術館 講堂（沖縄県那覇市）
- 2021年10月31日 特別講演会「進化から自然史を語る」沖縄県立博物館・美術館 講堂（沖縄県那覇市）
- 2021年12月27日 「国立沖縄自然史博物館誘致セミナー」（沖縄県主催）
- 2022年11月12日 「エコライフ＆ネイチャーフェア2022」シンポジウム 沖縄こどもの国 チルドレンズセンター （沖縄県沖縄市）
- 2022年11月30日 シンポジウム「国立沖縄自然史博物館誘致シンポジウム」那覇文化芸術劇場なはーと（沖縄県那覇市）
- 2023年8月5日 特別講演会「進化から自然史を語る 2023」オンライン開催（沖縄県立博物館・美術館 特別展「みんなの進化展〜命はつながっている〜」参画事業）
- 2023年9月3日 日本進化学会第25回沖縄大会 市民公開講座「沖縄から発信する進化学研究」沖縄県市町村自治会館 大ホール（沖縄県那覇市）
- 2023年10月14日 シンポジウム「国立自然史博物館誘致 沖縄シンポジウム」名護市民会館 大ホール（沖縄県名護市）
- 2024年3月22日 沖縄県による令和5年度国立自然史博物館誘致推進事業 東京シンポジウム・第198回海洋フォーラム「日本で初めての国立自然史博物館が拓く未来」笹川平和財団ビル 国際会議場（東京都港区）[106]
- 2024年11月10日 シンポジウム「国立沖縄自然史博物館誘致 沖縄シンポジウム」沖縄市民会館 大ホール（沖縄県沖縄市）
- 2025年6月8日 日本動物分類学会第60回大会シンポジウム「国立沖縄自然史博物館の現況と展望」（茨城県つくば市）[107]

また、イベントなどで企画展が出展されている。例えば、沖縄美ら海水族館では、2022年以降、国立自然史博物館構想企画展を開催している。また、2022年6月21日から7月18日まで、沖縄県立博物館・美術館にて「日本初の国立自然史博物館を沖縄に！」企画展＆写真展が開催された。同年10月12日から11月12日にかけては、新有楽町ビルにて「日本初の国立自然史博物館を沖縄に！」東京展が開催された。
2025年8月9日・8月10日には、沖縄コンベンションセンター展示棟にて「令和7年度国立自然史博物館誘致　中部展」が、同年8月16日・8月17日には、道の駅ゆいゆい国頭にて「令和7年度国立自然史博物館誘致　北部展」が開催される。